# Fedeltà (Bibbia)
Il termine che, nelle Bibbie italiane, traduciamo con fedeltà [in ebraico è אמת ('emeth) = verità]' è un termine usato anche per le costruzioni in riferimento a ciò che è stabile, sicuro, certo, ciò che rimane uguale a sé stesso, e perciò anche ciò che è vero.
Dio è fedele perché non muta e la Sua bontà non viene meno: "Il SIGNORE! il SIGNORE! il Dio misericordioso e pietoso, lento all'ira, ricco in bontà e fedeltà" (Esodo 34:6). Proprio nel Patto Egli manifesta la Sua costante volontà di salvezza, che rimane tale anche quando il Suo popolo diventa infedele. Nel linguaggio dei Salmi, perciò, la fedeltà è uno dei costanti attributi di Dio che si prende cura del credente e non lo abbandona (Salmo 89:2; 119:90; 146:6).
Dal canto suo, anche la creatura umana deve essere fedele a Dio. La sua fedeltà si manifesta nella sua costanza e certezza con cui riceve le promesse di Dio, cioè nella sua fede. Fedele è sinonimo di credente, sia nel linguaggio dei Salmi sia nel Nuovo Testamento, dove un solo termine, πιστός (pistòs) indica colui o colei che crede, e chi si mantiene costante nella propria fiducia in Dio (Matteo 25:21; 2 Corinzi 6:15; Apocalisse 2:10).
In lingua italiana corrente, si applica il termine di fedele a colui che aderisce anche esteriormente, ad esempio frequentandone i riti,  a una confessione religiosa, che può essere quella cattolica o altra cristiana o anche di religioni non cristiane.
Lo stesso termine πιστός (pistòs) rende anche nel Nuovo Testamento il concetto biblico della fedeltà di Dio (1 Corinzi 10:13; 2 Corinzi :18; 2 Tessalonicesi 3:3)).
La fedeltà di Dio è particolarmente connessa con la Sua chiamata (1 Corinzi 1:9; 1 Tessalonicesi 5:24) con le Sue promesse (Ebrei 10:23; 11:11), o con la remissione dei peccati (1 Giovanni 1:9).
La fedeltà del credente è il riflesso e la risposta all'indefettibile costanza dell'amore di Dio per lui, manifestatagli nella vocazione che ha ricevuto.